# Abegweit
Abegweit (Abegweit Band) /ime im dolazi od njihovog naziva za otok Prince Edward Island, Apekweit ili Epikwetk grubo prevedeno sa "land cradled in the waves"), jedna od dviju bandi ili prvih nacija Micmac Indijanaca iz kanadske provincije Prince Edward Island, distrikt Epekwitk Aqq Piktuk, naseljeni u blizini grada Charlottetown.
Danas žive na tri rezervata (reserves): Morell 2 (utemeljen 1846), Rocky Point 3 (utemeljen 1913) i Scotchfort 4 (utemeljen prije 1867). Populacija iznosi 324 (2008), od čega 128 van rezervata. Poglavica: Brian Francis; Vijećnici: Francis Jadis i Danny Levi.